# Werewolf by Night (téléfilm)
Série specials de Marvel Studios
Les Gardiens de la Galaxie : Joyeuses Fêtes
(2022)
Pour plus de détails, voir Fiche technique et Distribution.
Werewolf by Night est un téléfilm special américain réalisé par Michael Giacchino et diffusé en 2022 sur le service de streaming Disney+. Le scénario est inspiré du personnage de Jack Russell édité par Marvel Comics. Le programme est destiné à être le premier spécial télévisé de l'univers cinématographique Marvel (MCU), partageant la continuité avec les films de la franchise. Le spécial est produit par Marvel Studios.
Gael García Bernal tient le rôle principal de Jack Russell, aux côtés de Laura Donnelly et Harriet Sansom Harris. Le développement de l'épisode a commencé en août 2021, avec le casting de Bernal en Décembre 2021. Giacchino a rejoint la direction en mars 2022, avant le début du tournage plus tard ce mois-là à Atlanta, en Géorgie, qui s'est terminé fin avril.
Le spécial est sorti sur Disney+ le 7 octobre 2022, dans le cadre de la Phase IV de l'univers cinématographique Marvel.

## Synopsis
Depuis des siècles, les chasseurs de monstre agissent dans l'ombre afin de protéger l'humanité des dangers que représentent ces créatures surnaturelles. La famille Bloodstone est l'une des plus respectées dans ce domaine. Ulysses Bloodstone, le plus grand chasseur de monstre du monde, a été en possession pendant plusieurs années de la Pierre de Sang, un artefact puissant capable de contrer toute menaces surnaturelles.
De nos jours, Ulysses Bloodstone est décédé et sa fille, Elsa, a renoncé à suivre son père dans ses actions et a été absente pendant de nombreuses années. Afin de rendre hommage à Ulysses, son ancienne amante, Verussa, décide de réunir tous les plus grands chasseurs de monstre de la planète, dont Jack Russell, dans le pavillon de chasse d'Ulysses. Elsa se présente tout de même à la cérémonie malgré ses différends avec Verussa, qui a très mal pris sa "trahison". Grâce à un message laissé par le corps sans vie d'Ulysses, les chasseurs apprennent qu'ils doivent s'entretuer et affronter l'Homme-chose dans un labyrinthe afin de déterminer qui est capable de récupérer à lui seul la Pierre de Sang et d'en être le prochain détenteur. La gemme sera également accrochée au dos de la créature.
Après le début de la chasse, Jack et Elsa sont tous les deux pourchassés par deux chasseurs. Après avoir tué un des chasseurs, Elsa se retrouve finalement enfermé avec Jack. Jack révèle à Elsa qu'il n'est pas un chasseur de monstre et que son but est de libérer l'Homme-chose, qui porte le nom de Ted, et qui est son ami. Elsa réussit à trouver un moyen de sortir et fait un marché avec Jack : s'il réussit à libérer Ted, il devra lui donner la Pierre de Sang en retour. Elsa parvient à attirer Ted vers Jack. Jack et Elsa réussissent à détruire un des murs du labyrinthe grâce à un explosif, ils libèrent Ted, dont la gemme se décroche du dos de ce dernier. Alors qu'il s'apprêtait à récupérer la gemme, Jack est propulsé en arrière. Verussa et les autres derniers chasseurs arrivent sur place et elle en conclut d'après la réaction de la gemme que Jack est un monstre qui se fait passer pour un chasseur. Jack et Elsa sont ensuite tous les deux emprisonnés.
Dans le pavillon, Verussa utilise la Pierre de Sang pour révéler la véritable forme de Jack, un loup-garou à l'apparence monstrueuse. Jack, transformé et enragé, réussit à s'échapper de la cage et massacre plusieurs gardes du pavillon tandis qu'Elsa tue les derniers chasseurs. Verussa utilise la gemme pour affaiblir Jack mais elle est assommée par Elsa. Cette dernière est épargnée par Jack, qui s'enfuit du pavillon. Verussa se réveille mais est brutalement tuée par Ted, qui repart ensuite retrouver Jack. Elsa, maintenant en possession de la gemme, décide de reprendre les rênes de la famille.
Le lendemain, Jack et Ted sont en pleine forêt, Jack a repris sa forme humaine et propose à son ami d'aller déjeuner.

## Fiche technique
Sauf indication contraire, les informations mentionnées dans cette section peuvent être confirmées par la base de données cinématographiques IMDb,  présente dans la section « Liens externes ».
- Titre original : Werewolf by Night
- Réalisation : Michael Giacchino
- Scénario : Heather Quinn, d'après les personnages édités par Marvel Comics
- Musique : Michael Giacchino
- Photographie : Zoë White
- Montage : Jeffrey Ford
- Production déléguée : Kevin Feige
- Société de production : Marvel Studios
- Distribution : Disney+ / Disney Media Distribution
- Budget : n/a
- Pays de production :  États-Unis
- Langue d'origine : anglais
- Format : noir et blanc
- Genres : super-héros, fantastique, horreur
- Durée : 52 minutes
- Date de diffusion : 7 octobre 2022

## Distribution
- Gael García Bernal (VF : Jean-Christophe Dollé ; VQ : Gilbert Lachance) : Jack Russell / Werewolf by Night
- Laura Donnelly (VF : Hélène Bizot ; VQ : Manon Leblanc) : Elsa Bloodstone
- Harriet Sansom Harris (VF : Frédérique Cantrel ; VQ : Chantal Baril) : Verussa
- Carey Jones[1] : Ted Sallis / Homme-chose
- Al Hamacher : Billy Swan
- Eugenie Bondurant : Azarel
- Kirk Thatcher (VF : Stefan Godin ; VQ : Stéphane Rivard) : Joshua Jovan
- Jaycob Maya : Jake Gomez
- Leonardo Nam (VF : Arthur Khong) : Liorn
- Richard Dixon (VF : Philippe Catoire ; VQ : Marc Bellier) : Ulysses Bloodstone (voix)
- Rick D. Wasserman (VF : Gilles Morvan) : le narrateur (voix)
Version française[2]
  - Studio de doublage : Dubbing Brothers
  - Direction artistique : Guillaume Orsat
  - Adaptation :

Direction artistique : Gilbert Lachance et Natalie Hamel-Roy
Studio : Difuze
Source : https://doublagequebecois.forum-canada.net/t3257-marvel-loup-garou-de-nuit-2022

## Production

### Développement
Le personnage de Marvel Comics Jack Russell / Werewolf by Night devait apparaitre dans un long métrage dès mai 2001, sous licence de Marvel Studios et distribué par Dimension Films, avec une histoire développée par Avi Arad, Kevin Feige et Ari Arad de Marvel Studios. Hans Rodionoff écrivait le scénario en juin 2002 après plusieurs brouillons de John Fasano, et Crystal Sky Pictures devait coproduire le film. En Décembre 2003, Robert Nelson Jacobs écrivait le film, avec Steven Paul et Patrick Ewald produisant pour Crystal Sky aux côtés de Brad Weston et Nick Phillips pour Dimension Films. Début mars 2004, le projet a été annoncé à l'American Film Market pour distribution, et en Décembre, Crystal Sky se préparait à tourner le film au Royaume-Uni au cours des six mois suivants. En Novembre suivant, Crystal Sky prévoyait d'annoncer un réalisateur et un casting sous peu, et de commencer le tournage en 2006, mais cela ne s'est pas concrétisé. Marvel Studios avait l'intention d'utiliser le personnage dans un projet lié au Marvel Cinematic Universe (MCU) dès février 2019, lorsque Kevin Smith a été informé qu'il ne pouvait pas présenter Werewolf by Night dans sa série animée Howard the Duck alors prévue par Marvel Television en raison des plans de Marvel Studios.
En août 2021, Marvel Studios développe une émission spéciale télévisée sur le thème d'Halloween pour Disney+ qui aurait été centrée sur Werewolf by Night, bien qu'il ne soit pas clair si les versions Jack Russell ou Jake Gomez du personnage seraient présentées. Plus tôt dans le mois, Production Weekly a inclus un projet Werewolf by Night dans son rapport sur les projets à venir en développement. Michael Giacchino a été embauché pour diriger le spécial d'une heure en mars 2022, après avoir déjà composé les bandes originales de plusieurs films du MCU, mais on savait qu'il avait été choisi pour réaliser un projet Marvel pour Disney+ depuis décembre 2021 ; Giacchino, essentiellement connu pour ses musiques de films, a précédemment réalisé le court métrage Monster Challenge de 2018 et l'épisode animé Star Trek: Short Treks - Ephraim and Dot. Le projet était déjà identifié par certains comme Werewolf by Night, bien que The Hollywood Reporter ait noté qu'il pourrait avoir un titre différent. Giacchino a confirmé qu'il réalisait le special en juin 2022, la qualifiant de "processus agréable mais stimulant".
En septembre 2022, Marvel Studios dévoile officiellement le spécial, intitulé Werewolf by Night. Giacchino déclare que le spécial était inspiré des films d'horreur des années 1930 et 1940, le comparant au film Poltergeist (1982), en ce sens qu'il aurait "le bon niveau de frayeurs". Le spécial est classé par Disney+ comme une comédie, et est sous-titré comme la "première présentation spéciale" de Marvel Studios,, avec l'en-tête "A Marvel Studios Special Presentation". Le teaser montre une intro multicolore avec un tambour bongo musique, rappelant le thème de la présentation spéciale de CBS présenté avant les spéciaux de vacances animés des années 1980 et 1990. Kevin Feige, Louis D'Esposito et Victoria Alonso sont les producteurs exécutifs.

### Attribution des rôles
La recherche d'un acteur latino-américain dans la trentaine pour incarner le rôle principal du special commence fin août 2021, avec Gael García Bernal confirmé dans le rôle en décembre.
En janvier 2022, Laura Donnelly a été choisie pour un rôle non divulgué. En septembre, Bernal et Donnelly ont été respectivement confirmés comme Jack Russell / Werewolf by Night et Elsa Bloodstone,, avec le casting de Harriet Sansom Harris comme Verusa, et les ajouts de Jaycob Maya, Eugenie Bondurant et Kirk Thatcher dans des rôles non divulgués.

### Tournage
Le tournage devait commencer fin mars 2022 aux studios Trilith à Atlanta,, sous le code de production Buzzcut,,, et a commencé le 29 mars. Zoë White est directrice de la photographie. Le tournage devait auparavant commencer en février pour durer un mois jusqu'en mars 2022,. Le tournage se termine fin avril 2022.

### Musique
Giacchino a également composé la musique du special en plus de la réalisation.

## Sortie et accueil

### Promotion
La bande-annonce et l'affiche du special ont été dévoilés lors de l'Expo D23 de 2022,. La bande-annonce est remarquée pour être en noir et blanc et contenir plusieurs éléments de film rappelant des films d'horreur classiques,,.

### Date de diffusion
Werewolf by Night est disponible dans le monde dès le 7 octobre 2022  sur Disney+, dans le cadre de la phase IV du MCU.

### Nouvelle version
Une version de Werewolf by Night sort en couleur le 20 octobre 2023 sur Disney +.